# ایگناسیو خاورگی
ایگناسیو خاورگی (اسپانیایی: Ignacio Jáuregui‎؛ زادهٔ ۳۱ ژوئیهٔ ۱۹۳۸) بازیکن و مربی فوتبال اهل مکزیک بود.
از باشگاه‌هایی که در آن بازی کرده‌است می‌توان به باشگاه فوتبال اطلس و باشگاه فوتبال مونتری اشاره کرد.
وی همچنین در تیم ملی فوتبال مکزیک بازی کرده‌است.